# 113-as busz (Budapest)
A budapesti 113-as jelzésű autóbusz Budatétény vasútállomás (Campona) és Diósd, Sashegyi út között közlekedik. A viszonylatot a MÁV Személyszállítási Zrt. üzemelteti.

## Története
2006. október 1-je előtt 13A jelzéssel közlekedett. 2006. október 2-ától a 113-as a Budatétényi végállomástól Diósd, Sashegyi út között közlekedik. A 113A jelzésű busz pedig a Budatétényi végállomástól Nagytétény, Angeli utca megállóhelyig közlekedik.

## Útvonala
| Diósd, Sashegyi út felé |
| Budatétény vasútállomás (Campona) vá. – Nagytétényi út – Dráva utca – Minta utca – Bartók Béla út – Barackos út – Ezüstgaras utca – Barackos utca – Angeli utca – Nagytétényi út, forduló – Angeli utca – Diósd, Tétényi utca – Balatoni út – Diósd, Sashegyi út vá.    |
| Budatétény vasútállomás felé |
| Diósd, Sashegyi út vá. – Balatoni út – Tétényi utca – Budapest, Angeli utca – Nagytétényi út, forduló – Angeli utca – Barackos utca – Ezüstgaras utca – Barackos út – Bartók Béla út – Minta utca – Dráva utca – Nagytétényi út – Budatétény vasútállomás (Campona) vá. |

## Megállóhelyei
Az átszállás kapcsolatok között a 113A jelzésű betétjárat nincsen feltüntetve, amely Budatétény vasútállomás (Campona) és Nagytétény, Angeli utca között közlekedik.
| 0                                   | Budatétény vasútállomás (Campona) végállomás | 24 | 13, 13A, 88, 101E, 138, 150, 150B, 287 700 S40 S42 G43 G44 |
| 0                                   | Budatétény vasútállomás (Növény utca)        | 22 | 13, 13A, 33, 88, 101E, 114, 133E, 213, 214, 287 700        |
| 1                                   | Rózsakert utca / Minta utca                  | 21 | 13, 13A, 88, 101B, 101E, 114, 213, 214, 287                |
| 2                                   | I. utca                                      | 20 | 13, 13A, 88, 101B, 213, 214, 287                           |
| 3                                   | Mátra utca                                   | 19 | 13, 13A, 88                                                |
| 5                                   | Barosstelep vasútállomás                     | 18 | 13, 13A, 88 S40 S42 G43 G44                                |
| 6                                   | Damjanich utca                               | 17 | 13, 13A, 88                                                |
| 6                                   | Mátyás király utca                           | 16 | 13, 13A, 88, 213                                           |
| 8                                   | Szilvafa utca                                | 15 | 13, 13A, 88                                                |
| 9                                   | Szakiskola utca                              | 14 | 13, 13A, 88                                                |
| 10                                  | Barackos út / Angeli utca                    | 13 | 13, 13A, 88                                                |
| 12                                  | Nagytétény-Diósd vasútállomás (Angeli utca)  | 12 | 13, 33 S40 S42                                             |
| 13                                  | Nagytétényi temető                           | 11 | 13, 33                                                     |
| 14                                  | Angeli utca / Nagytétényi út                 | 10 | 13, 33, 133E 700                                           |
| 15                                  | Angeli utca / Nagytétényi út                 | 9  | 13, 33, 133E 700                                           |
| 16                                  | Nagytétényi temető                           | 8  | 13, 33                                                     |
| 17                                  | Nagytétény-Diósd vasútállomás (Angeli utca)  | 7  | 13, 33 S40 S42                                             |
| 18                                  | Barackos út / Angeli utca                    | 5  | 13, 13A, 88                                                |
| 19                                  | Diósdi utca                                  | 4  | 13, 13A, 88                                                |
| 20                                  | Németh-villa                                 | 4  | 13, 13A, 88                                                |
| 21                                  | Szerafin-villa                               | 3  | 13, 13A, 88                                                |
| 22                                  | Diósd, Törökbálinti elágazás                 | 2  | 13, 13A, 88 710, 712, 720, 722, 725, 727                   |
| Budapest–Diósd közigazgatási határa |                                              |    |                                                            |
| 23                                  | Diósd, Sashegyi út                           | ∫  | 13, 13A, 88 710, 712, 715, 720, 722, 725, 727              |
| 24                                  | Diósd, Sashegyi út végállomás                | 0  | 13, 13A, 88 710, 712, 715, 720, 722, 725, 727              |